# Marcela Delpastre
Marcela Delpastre (2 de septiembre de 1925 - 6 de febrero de 1998) fue una poetisa y escritora francesa en occitano; en particular en dialecto lemosín.

## Biografía
Nace en la comuna de Chamberet, aldea de Germont, departamento de Corrèze (Francia). Aunque se licencia en Limoges en artes plásticas, retorna al medio rural en 1945 a poseer una tierras familiares. La vida en el campo será una constante literaria en su poesía, donde adquirirá gran hondura poética al mostrar su tristeza ante la muerte del medio rural occitano. Aun así, Delpastre se dedicó a recoger la tradición oral, el folclore y los mitos de Occitania, dando como fruto numerosos cuentos.
En 1964 publica su poemario en occitano La leng que tant me platz que la dio a conocer a amplios grupos literarios e intelectuales y en 1968 gana el Premio Jaufre Rudel con La Vinha dins l'òrt. También comienza a publicar poemas en revistas literarias. En 1974, el Instituto de Estudios Occitanos publica en su colección Messatges el poemario Saumes Pagans que el que ganó el Premio Pau Froment en 1974 y con el que consigue el máximo reconocimiento de la literatura occitana. En 1991 se le concede el Premio Joan Bodon al conjunto de su carrera literaria.
A finales de los 70 conoce a Jan Dau Melhau un cantautor y editor con el que establecerá una íntima relación. Delpastre también entona canciones. También fue muy amiga de Michen Chapduelh.
Muere a causa de la enfermedad de Charcot.